# Pink Floyd
Pink Floyd je (bila) britanska rock skupina. Spada med najpomembnejše predstavnike progresivnega rocka. S svojo glasbo in vizualno obliko svojih albumov in nastopov, je pomembno vplival na razvoj rock glasbe. Največji komercialni uspeh je skupina doživela v 70-ih in 80. letih dvajsetega stoletja. Do sedaj zadnja plošča je izšla leta 2014, zadnjo svetovno turnejo so imeli leta 1994. Nato so skupaj nastopili le še enkrat, 2. julija 2005 v okviru koncerta Live 8 v Londonu.

## Zgodovina
Ustanovni člani zasedbe so bili Syd Barrett, Roger Waters, Nick Mason in Richard Wright. Leta 1968 je Syda Barretta zaradi njegovih psihičnih težav zamenjal David Gilmour. Roger Waters je skupino zapustil leta 1985.

### 1964 - 1968
Že leta 1964 so Syd Barrett, Roger Waters in Richard Wright v neki zasedbi preigravali mešanico med folkom, rockom in jazzom. Skupina je razpadla, ko se je Barrett preselil v London.
Kmalu nato je v London odšel tudi Waters. Med študijem arhitekture je na Politehniki spoznal Nicka Masona in Ricka Wrighta. Skupaj so ustanovili skupino Sigma 6, v kateri se igrali priredbe sodobnih blues in beat skladb. Še istega leta so se nekajkrat preimenovali; v The Tea-Set, The Architectural Abdabs in slednjič v The Screaming Abdabs. V začetku leta 1966 se jim je pridružil Syd Barrett, ki je skupino takoj preimenoval v The Pink Floyd Sound. Ime je sestavil iz imen blues glasbenikov Pinka Andersona in Floyda Councila. Na prvi plošči so se nato imenovali še The Pink Floyd, od takrat naprej pa zgolj še Pink Floyd.
Barrett je vplival na razvoj v prvih letih obstoja skupine. Določil je slog - psihedelični rock - ter bil avtor skoraj vseh pesmi na debitantski plošči, The Piper at the Gates of Dawn. Toda njegovo duševno stanje se je venomer slabšalo, verjetno zaradi pretiranega uživanja psihotropnih substanc. Njegovo stanje je pričelo oteževati sodelovanje z njim, zato so se leta 1968 odločili za novega člana. David Gilmour, čigar skupina je tedaj ravno razpadla, je prišel v skupino kot Barrettov »asistent« na koncertih. Toda sčasoma je Gilmour Barretta popolnoma zamenjal. Barrett je 2. marca leta 1968 dokončno zapustil Pink Floyd. Zgolj na plošči A Saucerful of Secrets je prisotna še ena kompozicija izpod peresa Syda Barretta. Ostala njegova dela iz istega obdobja je izdal v obliki solo projektov, deloma s sodelovanjem ostalih članov Pink Floyd. Le-ti so celotno zgodbo Syda Barretta in njegov odnos s skupino uporabili kot inspiracijo za svoj opus.

### 1968 - 1973
S pomočjo specifičnega načina nastopanja so pridobili pozornost. Tudi filmski režiserji so se pričeli zanimati zanje. Med drugim so sodelovali pri filmih Zabriskie Point in More. Svojo glasbo za slednji film so izdali skoraj istočasno kot album Ummagumma, ki ga sestavljata dve plošči - na prvi so posnetki štirih skladb, izvedenih v živo, na drugi pa se nahajajo eksperimentalne skladbe, posnete v studiu in izpod peresa vsakega od članov posebej.
Plošča Atom Heart Mother je bila izdana leta 1970 in postala prva plošča skupine, ki se ji je uspelo uvrstiti na prvo mesto lestvice v Angliji. Naslednica, Meddle, je dosegla tretje mesto v Angliji ter 55. mesto v ZDA - kljub uspešnim in širokim turnejam. Večjo pozornost onkraj Atlantika so pridobili šele s ploščo za film La Vallee, s katero so se uvrstili med najboljših 50 na ameriški lestvici, pesem »Free Four« pa se je intenzivno vrtela na radijskih postajah (verjetno zaradi za Pink Floyd neobičajnega hitrega tempa).

### 1973 - 1977
V 70. letih je Pink Floyd postala globalno uspešna. Roger Waters je prevzel mesto vodje in avtorja. Prva konceptualna plošča skupine je izšla leta 1973, Dark Side of the Moon. Postala je klasika rock glasbe ter njihova prva plošča, ki je dosegla prvo mesto na glasbeni lestvici v ZDA. Plošča je med letoma 1973 in 1980 dosegla rekord - 740 tednov je bila na ameriški Billboardovi lestvici.
Naslednjo ploščo, Wish you were here, so Pink Floyd leta 1975 posvetili Sydu Barrettu. Med snemanjem plošče je Syd Barrett obiskal svoje stare znance v studiu. Rick Wright je pozneje album Wish you were here razglasil za najboljši album, skladbo Shine on you crazy Diamond pa za najboljšo skladbo zasedbe Pink Floyd. Na podlagi ogromnega uspeha prejšnje plošče je bilo povpraševanje po Wish you were here ogromno - zgolj v Angliji je bilo že pred izidom 250.000 rezervacij. Album se je slednjič uvrstil na prvo mesto lestvic na obeh straneh Atlantika.
Pozornost so ponovno pridobili z idejo za ovitek naslednje plošče, Animals (1977). Hipgnosis se je odločil za posnetek 12 m velikega, lebdečega, napihljivega prašiča, ki je postal, kakor tudi veliko okroglo platno na odru, zaščitni znak skupine. Prašič je postal znan, ko se je med fotografiranjem osvobodil od elektrarne Battersea Power Station ter poletel nad letališčem London Heathrow, kar je seveda zmedlo pristojne kontrolorje. 30 km jugovzhodno od Londona je prašič strmoglavil. Podobno se je zgodilo s ploščo, ki je bila tako pri publiki (kjer se je razplamtel punk), kakor tudi pri kritikih, relativno neuspešna.

### 1977 - 1985
Najbolj ambiciozen je vsekakor bil projekt The Wall, 1979. Med snemanjem te plošče so se poglobili tudi konflikti znotraj skupine, predvsem med Gilmourjem in Watersom. Waters je uveljavil svojo voljo, skoraj vse (avtobiografske) skladbe na plošči so bile njegovo avtorsko delo. Gilmour je na drugi strani pomembno prispeval k skladbam Run like Hell in Comfortably Numb. David Gilmour je izdal svojo prvo samostojno ploščo, Rick Wright pa je, pod pritiskom skupine (predvsem pa Rogerja Watersa), zapustil Pink Floyd. Kljub temu se je kot gostujoči glasbenik pojavil na redkih koncertih v okviru The-Wall.
Album je za film adaptiral Alan Parker, v glavni vlogi je zaigral Bob Geldof (član skupine The Boomtown Rats ter iniciator Live Aid in Live 8 koncertov).
The Wall je bil kot koncert izveden zgolj v štirih mestih: Los Angeles, New York, London in Dortmund (1981). Leta 1990, kmalu po padcu Berlinskega zidu, je Roger Waters ponovno priredil The Wall z gostujočimi glasbeniki v Berlinu. Ta koncert je bil do tedaj največji koncert v zgodovini rocka.
Skladbe za naslednji album, The Final Cut (1983), je skoraj izključno napisal Roger Waters, ter ga posvetil svojemu očetu Ericu Fletcherju Watersu, ki je padel v drugi svetovni vojni. Plošča velja kot nadaljevanje ali »B stran« plošče The Wall. To avtorsko delo Rogerja Watersa (»written by Roger Waters, performed by Pink Floyd«) je bilo zelo slabo sprejeto, tako pri publiki in kritikih, kakor tudi med ostalimi člani skupine.

### 1985 - 1995
Leta 1985 so nesoglasja med Gilmourjem in Watersom pripeljala do odhoda Watersa iz skupine, ki je kmalu za tem enostransko pokopal Pink Floyd. Sledil je dolg sodni proces o pravicah uporabe imena: Gilmour in Mason sta namreč želela še naprej nastopati pod imenom Pink Floyd. Med snemanjem novega albuma, A Momentary Lapse of Reason, se je dvojici ponovno priključil tudi Wright, ki pa je naveden kot gostujoči glasbenik, saj sta finančno projekt podprla le Gilmour in Mason. Omenjena plošča je bila spet bolj kot ne samostojen projekt, tokrat pod taktirko Davida Gilmourja. Kljub temu ali ravno zaradi tega ga je publika navdušeno sprejela. Tako se je Pink Floyd (čeprav proces z Watersom še ni bil končan) 9. septembra 1987 odpravil na svetovno turnejo. Legendaren je recimo postal njihov koncert v Benetkah, na katerem je nehote prišlo do poškodbe kulturnih spomenikov. Spor z Watersom se je končal predčasno z dogovorom o avtorskih pravicah.
Tudi Roger Waters je še naprej nastopal in pisal skladbe. Na svojih koncertih je igral tudi Pink Floyd skladbe, predvsem »svoje«. Preostanek Pink Floyd se je poskusil izogniti tem pesmim, kar pa je bilo nemogoče, ker mednje spadajo tudi priljubljene Money in skladbe s plošče The Wall.
Od plošče The Division Bell (1994) naprej, je Rick Wright ponovno stalni član zasedbe. Komercialno zelo uspešnemu albumu je sledila uspešna svetovna turneja ter album »v živo«, P.U.L.S.E (1995).

### 1995 do danes
Pink Floyd ni izdal več novega materiala. Leta 2000 je izšel album Is there Anybody Out There?: The Wall Live 1980–1981, leta 2001 zbirka uspešnic Echoes. Pojavile so se govorice o ponovni združitvi. Dve leti kasneje je izšla še DVD verzija koncerta v Pompejih leta 1971.
Pink Floyd so bili leta 1996 uvrščeni v Hišo slavnih rock in rolla.
V okviru koncerta  Live 8 (organizator: Bob Geldof) julija 2005 v londonskem Hyde Park je Pink Floyd ponovno nastopil v celotni nekdanji zasedbi, prvič po letu 1981. Govorice o novi skupni turneji ali celo novem skupnem albumu so se ponovno razplamtele. Toda zaenkrat so to le govorice - le Roger Waters je nekoč po koncertu dejal, da bi si s starimi kolegi zaželel spet zaigrati celoten repertoar s plošče Dark Side of the Moon v živo. Na koncertu v Londonu leta 2005 so Pink Floyd zaigrali štiri skladbe - dve z Dark Side of the Moon (Speak to me/Breathe/Breathe Reprise in Money) ter po eno s plošč Wish you were here (Wish You Were Here) in The Wall(Comfortably Numb).
7. julija 2006 je umrl ključni član prvotne zasedbe skupine - Syd Barrett. 15. septembra 2008 je za rakom umrl ustanovni član skupine Richard Wright.

## Pomen in vpliv
Pink Floyd uspešno združujejo komercialni uspeh in pomemben umetniški prispevek, ki vpliva na generacije glasbenikov. Kot vzornike so jih definirali recimo: Die Ärzte, Guru Guru, Archive, Arjen Lucassen, Porcupine Tree, Shadow Gallery, Dredg, Tool, Oceansize, Air, Kyuss, Radiohead, The Mars Volta, Kate Bush.

## Diskografija

### Psihedelična faza
Pink Floyd spadajo med najbolj popularne zasedbe psihedeličnega rocka. V psihedeličnem obdobju je vodja skupine bil Syd Barrett, večinski tekstopisec takratnih skladb.
- The Piper at the Gates of Dawn (1967)
- A Saucerful of Secrets (1968) (prehod)
- Relics (1971) (prav tako prehod; kompilacija skladb iz obdobja med 1967 in 1969 - tudi še do takrat neobjavljenih)

### Programatična faza
Pink Floyd v tem obdobju razvijejo za njih običajen eterični zvok, ki atmosferi navkljub jasno zrcali vplive rock in blues predhodnikov. Z albumom Ummagumma doseže skupina svoj eksperimentalni vrhunec. Toda mojstrovina tega obdobja je 23 minut dolga skladba, Echoes, objavljena na plošči Meddle. Isto dolžino ima še ena pomembnejša skladba, Atom Heart Mother Suite, izdana na plošči Atom Heart Mother - v skladbi se skupini pridruži kompleten orkester.
- More (album) (Soundtrack, 1969)
- Ummagumma (1969)
- Atom Heart Mother (1970)
- Meddle (1971)
- Obscured by Clouds (Soundtrack; 1972) (prehod)

### Klasična faza
Fazo označujejo publikacije, ki med občudovalci Pink Floyd veljajo za »tri velike plošče«. V tem času nastane prva konceptualna plošča, Dark side of the Moon, ki jo odlikuje estetična enovitost in simfonična kvaliteta. Izideta tudi uspešen album Wish you were here in jezni album Animals. Slednji velja za prehodno delo, saj se, dolžini skladb navkljub, že manj posveča zvoku električnih orgel.
- Dark Side of the Moon (1973)
- Wish you were here (1975)
- Animals (1977)

### Intelektualna faza
Roger Waters je v tej fazi dominiral. Po mnenju kritikov so se za ceno estetične vrednosti poglobila besedila in celoten koncept ustvarjanja. Kljub temu velja album The Wall za mojstrovino. Glasba se je podredila sporočilu šele pri zadnji plošči te faze, The Final Cut: protivojni album je nastal sredi hladne vojne. Faza se je končala z izstopom Rogerja Watersa zaradi nesoglasij z Gilmourjem in Masonom.
- The Wall (1979)
- The Final Cut (1983)

### Post-Waters faza
Po odhodu Watersa je krmilo prevzel Gilmour. Skupina je v tem času izdala komercialno zelo uspešni plošči, A Momentary Lapse of Reason in The Division Bell, ter dve plošči »v živo«, ki dokumentirata spremljajoči svetovni turneji.
- A Momentary Lapse of Reason (1987)
- The Division Bell (1994)

### Plošče »v živo«in turneje
- Delicate Sound of Thunder (1988) - posnetki s turneje za A-Momentary Lapse-of-Reason
- P.U.L.S.E (1995) - posnetki s turneje za The-Division-Bell
- Is there Anybody Out There? – The Wall Live 1980–1981 (2000) -  posnetki s koncertov iz let 1980/81

### Kompilacije, videi, DVD-ji
- The Wall (1982) - film
- Delicate Sound of Thunder (1988) - »v živo«, VHS
- La Carrera Panamericana (1992) - film, VHS
- Shine On (1992) - kompilacija (CD)
- P.U.L.S.E (1995) - VHS, DVD (predvidoma oktobra 2006)
- From Behind The Wall (2000) - dokumentarni film (DVD)
- Is there Anybody Out There? (2000) - CD s posnetki s koncertov
- Echoes (2001) - CD največjih uspešnic
- Live in Pompeii (2003) - dokumentarni film (VHS, DVD)
- Dark Side of the Moon - 30th Anniversary (2003) - SACD v Hybrid verziji
- Dark Side of the Moon (2003) - dokumentarni film (DVD)
- The Pink Floyd And Syd Barrett Story (2003) - dokumentarni film (DVD)

Vsi člani zasedbe so izdali tudi samostojne plošče, ki pa so bile relativno slabo sprejete.

## Posebnost
- Skladba Echoes s plošče Meddle je popolno sinhrona s tretjim in četrtim delom Kubrickovega filma 2001: Odiseja v vesolju.